# Боумен, Уильям
Сэр Уильям Боумен, 1-й баронет (англ. William Bowman; 20 июля 1816, Чешир — 29 марта 1892, Суррей) — британский хирург, гистолог и анатом. Он более всего известен своими исследованиями с помощью микроскопа различных человеческих органов, хотя при жизни он сделал успешную карьеру в качестве врача-офтальмолога.

## Биография
Уильям Боумен родился в Нантуиче, графство Чешир, Англия, был третьим сыном в семье банкира, увлекавшегося ботаникой и геологией. Поступил в Хайзелвудскую школу около Бирмингема в 1826 году. После произошедшего в детстве несчастного случая, связанного с порохом, он, как предполагается, заинтересовался медициной и был отдан в ученики хирургу Джозефу Ходжсону в Бирмингемскую больницу в 1832 году. Он покинул Бирмингем в 1837 году для дальнейшего обучения на хирурга и поступил в Королевский колледж в Лондоне, где работал в качестве прозектора под руководством Роберта Тодда Бентли, профессора физиологии.
Его самая ранняя известная научная работа была посвящена исследованию структуры поперечно-полосатых мышц, после которой он был избран членом Королевского общества в 1841 году. В молодом возрасте, лишь 25 лет отроду, он открыл так называемые капсулы Боумена (в отечественной номенклатуре — капсулы Боумена-Шумлянского), ключевую составляющую нефрона. Он представил результаты своих исследований в 1842 году Королевскому обществу и был награждён за это Королевской медалью. Его сотрудничество с Тоддом привело к публикации пятитомного труда «Физиологическая анатомия и физиология человека» (1843—1856) и «Энциклопедии анатомии и физиологии» (1852), в которой были подробно изложены результаты его исследований по микроскопии и гистологии, касающиеся анатомических наблюдений физиологических функций. Он широко использовал микроскопы в изучении анатомии и физиологии.
Помимо капсул Боумена, в его честь также названы:
- Боуменова мембрана — плотный слой роговой оболочки глаза, отделяющий строму роговицы от её переднего эпителия,
- же́лезы слизистой оболочки носа — же́лезы Боумена[англ.][5] (или боуменовы железы, синоним: железы обонятельные, glandula olfacloriae), находящиеся в её lamina propria — собственной пластинке — «слизистые трубчатоальвеолярные железы, расположенные в рыхлой соединительной ткани под обонятельным эпителием»[5],
- медицинские инструменты — дисцизионная игла Боумена и зонды Боумена,
- теория Боумена — теория образования мочи почечной фильтрацией[6].

После завершения хирургического образования в 1844 году Боумен практиковал как врач-офтальмолог в Королевском офтальмологическом колледже. Он был одним из первых пользователей офтальмоскопа, изобретённого Германом фон Гельмгольцем в 1851 году. Между 1848 и 1855 годами он также преподавал в Королевском колледже. В 1880 году Боумен основал Офтальмологическое общество, которое позже стало Королевским колледжем офтальмологов.
В 1884 году королева Виктория удостоила его титулом баронета. Он умер в своём доме недалеко от Доркинга в графстве Суррей в 1892 году.